# Calamotropha martini
Calamotropha martini là một loài bướm đêm trong họ Crambidae.